# Municipalità regionale della contea di Les Sources
La municipalità regionale di contea di Les Sources è una municipalità regionale di contea del Canada, localizzata nella provincia del Québec, nella regione di Estrie.
Il suo capoluogo è Asbestos.

## Suddivisioni
City e Town
- Asbestos
- Danville

Municipalità
- Ham-Sud
- Saint-Adrien
- Saint-Georges-de-Windsor
- Wotton

Township
- Saint-Camille